# ليونور تيفر
ليونور تيفر (بالإنجليزية: Leonore Tiefer)‏ معلمة وباحثة ومعالجة وناشطة متخصصة في الحياة الجنسية، ومعترف بها كواحدة من أبرز منتقدي المتاجرة بالمرض. منذ عام 1999، أدانت تيفر ترويج «الفياجرا الوردية» من قبل شركات الأدوية.

## روابط خاريجة
- Leonore Tiefer’s page
- Leonore Tiefer’s profile on Psychology's Feminist Voices
- Female Sexual Dysfunction, Marketing, and Disease-Mongering, a lecture by Dr. Leonore Tiefer
- The New View Campaign, the website of Leonore Tiefer's educational anti-medicalization organization